# Прохоренков, Андрей
Андре́й Прохоре́нков (латыш. Andrejs Prohorenkovs; 5 февраля 1977, Огре — 1 мая 2025) — латвийский футболист, полузащитник и нападающий. Участник чемпионата Европы 2004 года в составе сборной Латвии.

## Карьера
Прохоренков начал карьеру в клубе «Интерсконто». Затем играл за «Олимпию» и «Юрниекс», после чего перебрался в Польше, где выступал за клубы «Хутник» Варшава, «Чувай», «Керамику», «Одру» Ополе и «Гурник» Забже. В 2001 году Прохоренков переехал в Израиль, там он выступал за клубы «Маккаби» (Кирьят-Гат) и «Маккаби» (Тель-Авив).
В 2005 году Прохоренков перешёл в московское «Динамо», заплатившее за трансфер латвийца 1 млн долларов, но провёл в команде только полгода и был отдан в аренду в тель-авивский «Маккаби», затем вернулся в «Динамо» и провёл за команду 1 матч. Позже Прохоренков играл на родине в клубах «Мелна Розе» и «Юрмала». В составе «Юрмалы» Прохоренков получил серьёзную травму, надрыв мышцы правой ноги, и полгода не играл в футбол. Потом провёл полгода в «Расинге» из Ферроля и сезон в греческом «Ионикосе». С июля 2008 года Прохоренков выступал за лиепайский «Металлург», с которым подписал контракт на полтора года.
За сборную Латвии Прохоренков выступает с 2002 года. В её составе он был участником Евро 2004, на котором провёл все 3 игры
22 июля 2013 года было объявлено о расторжении контракта с «Металлургом».
В конце 2024 года у Прохоренкова диагностировали рак. Умер 1 мая 2025 года в возрасте 48 лет.

## Достижения
- Чемпион Израиля: 2002/03
- Чемпион Латвии: 2009